# Anisogramma apiospora
Anisogramma apiospora är en svampart som först beskrevs av Ellis & Everh., och fick sitt nu gällande namn av Merezhko 1986. Anisogramma apiospora ingår i släktet Anisogramma och familjen Valsaceae.   Inga underarter finns listade i Catalogue of Life.